# Agestrata parryi
Agestrata parryi är en skalbaggsart som beskrevs av Wallace 1867. Agestrata parryi ingår i släktet Agestrata och familjen Cetoniidae. Inga underarter finns listade i Catalogue of Life.